# 2011-es GP2 török nagydíj
A 2011-es GP2 török nagydíj volt a 2011-es GP2-szezon első versenye, amelyet 2011. május 6. és május 8. között rendeztek meg a törökországi Isztambul Parkban, Isztambulban, a 2011-es Formula–1 török nagydíj betétfutamaként.

## Időmérő
| Helyezés | Rajtszám | Versenyző           | Csapat                  | Idő      | Rajthely |
| -------- | -------- | ------------------- | ----------------------- | -------- | -------- |
| 1        | 11       | Romain Grosjean     | DAMS                    | 1:34.398 | 1        |
| 2        | 9        | Sam Bird            | iSport International    | 1:34.483 | 2        |
| 3        | 17       | Luca Filippi        | Super Nova Racing       | 1:34.709 | 3        |
| 4        | 5        | Jules Bianchi       | Lotus ART               | 1:34.784 | 4        |
| 5        | 7        | Dani Clos           | Racing Engineering      | 1:34.797 | 5        |
| 6        | 26       | Luiz Razia          | Team AirAsia            | 1:34.888 | 6        |
| 7        | 3        | Charles Pic         | Barwa Addax Team        | 1:34.954 | 7        |
| 8        | 27       | Davide Valsecchi    | Team AirAsia            | 1:34.975 | 18       |
| 9        | 8        | Christian Vietoris  | Racing Engineering      | 1:34.981 | 8        |
| 10       | 14       | Josef Král          | Arden International     | 1:35.050 | 9        |
| 11       | 24       | Max Chilton         | Carlin                  | 1:35.110 | 10       |
| 12       | 4        | Giedo van der Garde | Barwa Addax Team        | 1:35.140 | 11       |
| 13       | 15       | Jolyon Palmer       | Arden International     | 1:35.159 | 12       |
| 14       | 1        | Fabio Leimer        | Rapax                   | 1:35.164 | 13       |
| 15       | 21       | Stefano Coletti     | Trident Racing          | 1:35.182 | 14       |
| 16       | 23       | Johnny Cecotto, Jr. | Ocean Racing Technology | 1:35.360 | 15       |
| 17       | 19       | Davide Rigon        | Scuderia Coloni         | 1:35.369 | 16       |
| 18       | 10       | Marcus Ericsson     | iSport International    | 1:35.375 | 17       |
| 19       | 16       | Fairuz Fauzy        | Super Nova Racing       | 1:35.428 | 19       |
| 20       | 18       | Michael Herck       | Scuderia Coloni         | 1:35.545 | 20       |
| 21       | 12       | Pål Varhaug         | DAMS                    | 1:35.681 | 21       |
| 22       | 22       | Kevin Mirocha       | Ocean Racing Technology | 1:35.825 | 22       |
| 23       | 25       | Mihail Aljosin      | Carlin                  | 1:35.873 |          |
| 24       | 6        | Esteban Gutiérrez   | Lotus ART               | 1:35.973 | 23       |
| 25       | 2        | Julián Leal         | Rapax                   | 1:36.168 | 24       |
| 26       | 20       | Rodolfo González    | Trident Racing          | 1:36.187 | 25       |

## Főverseny
| Helyezés | Rajtszám | Versenyző           | Csapat                  | Futott kör | Idő/Kiesés oka | Rajthely | Pont |
| -------- | -------- | ------------------- | ----------------------- | ---------- | -------------- | -------- | ---- |
| 1        | 11       | Romain Grosjean     | DAMS                    | 32         | 57:09.999      | 1        | 10+2 |
| 2        | 9        | Sam Bird            | iSport International    | 32         | +0.332         | 2        | 8+1  |
| 3        | 5        | Jules Bianchi       | Lotus ART               | 32         | +35.856        | 4        | 6    |
| 4        | 4        | Giedo van der Garde | Barwa Addax Team        | 32         | +45.933        | 11       | 5    |
| 5        | 21       | Stefano Coletti     | Trident Racing          | 32         | +52.280        | 14       | 4    |
| 6        | 26       | Luiz Razia          | Team AirAsia            | 32         | +52.866        | 6        | 3    |
| 7        | 3        | Charles Pic         | Barwa Addax Team        | 32         | +1:03.117      | 7        | 2    |
| 8        | 7        | Dani Clos           | Racing Engineering      | 32         | +1:11.822      | 5        | 1    |
| 9        | 10       | Marcus Ericsson     | iSport International    | 32         | +1:12.913      | 17       |      |
| 10       | 19       | Davide Rigon        | Scuderia Coloni         | 32         | +1:15.636      | 16       |      |
| 11       | 8        | Christian Vietoris  | Racing Engineering      | 32         | +1:20.559      | 8        |      |
| 12       | 16       | Fairuz Fauzy        | Super Nova Racing       | 32         | +1:26.007      | 19       |      |
| 13       | 14       | Josef Král          | Arden International     | 32         | +1:31.885      | 9        |      |
| 14       | 18       | Michael Herck       | Scuderia Coloni         | 32         | +1:43.492      | 20       |      |
| 15       | 22       | Kevin Mirocha       | Ocean Racing Technology | 31         |                | 22       |      |
| 16       | 27       | Davide Valsecchi    | Team AirAsia            | 31         | +1 kör         | 18       |      |
| 17       | 15       | Jolyon Palmer       | Arden International     | 31         | +1 kör         | 12       |      |
| 18       | 12       | Pål Varhaug         | DAMS                    | 31         | +1 kör         | 21       |      |
| 19       | 2        | Julián Leal         | Rapax                   | 31         | +1 kör         | 24       |      |
| Ki       | 20       | Rodolfo González    | Trident Racing          | 16         |                | 25       |      |
| Ki       | 17       | Luca Filippi        | Super Nova Racing       | 15         |                | 3        |      |
| Ki       | 23       | Johnny Cecotto, Jr. | Ocean Racing Technology | 14         |                | 15       |      |
| Ki       | 24       | Max Chilton         | Carlin                  | 0          |                | 10       |      |
| Ki       | 1        | Fabio Leimer        | Rapax                   | 0          |                | 13       |      |
| Ki       | 6        | Esteban Gutiérrez   | Lotus ART               | 0          |                | 23       |      |
| Ni       | 25       | Mihail Aljosin      | Carlin                  |            | Sérült         |          |      |

## Sprintverseny
| Helyezés | Rajthely | Versenyző           | Csapat                  | Futott kör | Idő/Kiesés oka | Rajthely | Pont |
| -------- | -------- | ------------------- | ----------------------- | ---------- | -------------- | -------- | ---- |
| 1        | 21       | Stefano Coletti     | Trident Racing          | 23         | 41:40.571      | 4        | 6    |
| 2        | 4        | Giedo van der Garde | Barwa Addax Team        | 23         | +2.184         | 5        | 5    |
| 3        | 9        | Sam Bird            | iSport International    | 23         | +2.756         | 7        | 4    |
| 4        | 3        | Charles Pic         | Barwa Addax Team        | 23         | +3.243         | 2        | 3    |
| 5        | 16       | Fairuz Fauzy        | Super Nova Racing       | 23         | +3.502         | 12       | 2    |
| 6        | 14       | Josef Král          | Arden International     | 23         | +5.038         | 13       | 1    |
| 7        | 5        | Jules Bianchi       | Lotus ART               | 23         | +5.373         | 6        |      |
| 8        | 10       | Marcus Ericsson     | iSport International    | 23         | +5.602         | 9        |      |
| 9        | 15       | Jolyon Palmer       | Arden International     | 23         | +7.143         | 17       |      |
| 10       | 11       | Romain Grosjean     | DAMS                    | 23         | +7.501         | 8        | 1    |
| 11       | 6        | Esteban Gutiérrez   | Lotus ART               | 23         | +7.892         | 25       |      |
| 12       | 18       | Michael Herck       | Scuderia Coloni         | 23         | +9.261         | 14       |      |
| 13       | 23       | Johnny Cecotto, Jr. | Ocean Racing Technology | 23         | +10.697        | 22       |      |
| 14       | 17       | Luca Filippi        | Super Nova Racing       | 23         | +11.862        | 21       |      |
| 15       | 7        | Dani Clos           | Racing Engineering      | 23         | +12.140        | 1        |      |
| 16       | 27       | Davide Valsecchi    | Team AirAsia            | 23         | +12.237        | 16       |      |
| 17       | 24       | Max Chilton         | Carlin                  | 23         | +12.359        | 23       |      |
| 18       | 26       | Luiz Razia          | Team AirAsia            | 23         | +12.826        | 3        |      |
| 19       | 22       | Kevin Mirocha       | Ocean Racing Technology | 23         | +12.950        | 15       |      |
| 20       | 1        | Fabio Leimer        | Rapax                   | 23         | +13.708        | 24       |      |
| 21       | 12       | Pål Varhaug         | DAMS                    | 23         | +14.195        | 18       |      |
| 22       | 20       | Rodolfo González    | Trident Racing          | 23         | +15.582        | 20       |      |
| Ki       | 19       | Davide Rigon        | Scuderia Coloni         | 18         | Baleset        | 10       |      |
| Ki       | 2        | Julián Leal         | Rapax                   | 18         | Baleset        | 19       |      |
| Ki       | 8        | Christian Vietoris  | Racing Engineering      | 3          |                | 11       |      |
| Ni       | 25       | Mihail Aljosin      | Carlin                  |            | Sérült         |          |      |

## A világbajnokság élmezőnyének állása a verseny után
| Helyezés | Versenyző           | Pont |                      | Csapat | Pont |
| -------- | ------------------- | ---- | -------------------- | ------ | ---- |
| 1        | Romain Grosjean     | 13   | Barwa Addax Team     | 15     |      |
| 2        | Sam Bird            | 13   | DAMS                 | 13     |      |
| 3        | Stefano Coletti     | 10   | iSport International | 13     |      |
| 4        | Giedo van der Garde | 10   | Trident Racing       | 10     |      |
| 5        | Jules Bianchi       | 6    | Lotus ART            | 6      |      |